# 紫波中央自動車学校
紫波中央自動車学校は、岩手県紫波郡紫波町にある山陽グループ・山晃有限会社が運営する岩手県公安委員会指定自動車教習所である（厚生労働省岩手労働局公認教育機関「岩手クレーン学校」兼務）。

## 所在地
- 〒028-3304 紫波町二日町字西七久保66番地4
  - 開校当初は「高文紫波自動車学校」という名称で、岩手県道152号古舘停車場線沿いにあった。

## 教習車種
- 普通車・原付
- 普通&大型自動二輪
- 中型車・大型車・牽引・大型特殊
- 大型第二種免許
- フォークリフト運転技能教習
- 小型移動式クレーン技能教習
- 玉掛け技能教習（実習で用いる呼子笛は本校で販売しておらず事前に受講生各自で購入・持参。受講申込書は本校公式サイトよりダウンロード可）

## グループ校
山陽グループ
- 山陽自動車学校 (広島県)・山陽クレーン学校
- 東洋自動車学校 (広島県)

## 備考
- 盛岡市及び岩手郡岩手町&雫石町にある「中央自動車学校&岩手中央自動車学校」は本校の系列校・姉妹校とはなっていない。
- （「STモータースクール南校」がある）盛岡市の旧都南村域は2016年4月1日付で管轄警察署が紫波警察署から盛岡東警察署へ移管された。これに伴い本校は現在「紫波警察署管内唯一の指定自動車教習所」となっている。